# Norihiro Niši
Norihiro Niši (japonsko 西 紀寛), japonski nogometaš, * 9. maj 1980.
Za japonsko reprezentanco je odigral 5 uradnih tekem.